# Денискін Олексій Миколайович
Олексій Миколайович Денискін (нар. 15 грудня 1978, Воскресенськ, СРСР) — білоруський хокеїст, захисник.

## Ігрова кар'єра
Хокеєм почав займатися у 1986 році, перший тренер — Анатолій Козлов. Виступав за «Хімік» (Воскресенськ), ЦСКА (Москва), «Лада» (Тольятті), «Динамо-Енергія» (Єкатеринбург), ХК «Гомель», «Керамін» (Мінськ), «Крила Рад» (Москва), «Юність» (Мінськ), «Леви».
У складі національної збірної Білорусі провів 1 матч. 

## Досягнення
Володар Континентального кубка (2011), срібний призер (2003). Чемпіон Білорусі (2003, 2008, 2010). Володар Кубка Білорусі (2002, 2003, 2008, 2009, 2010).

## Сім'я
Одружений, має доньку.